# Westerlo (Nueva York)
Westerlo es un pueblo ubicado en el condado de Albany en el estado estadounidense de Nueva York. En el año 2000 tenía una población de 3.466 habitantes y una densidad poblacional de 23.1 personas por km².

## Geografía
Westerlo se encuentra ubicado en las coordenadas 42°30′54″N 74°02′43″O / 42.51500, -74.04528.

## Demografía
Según la Oficina del Censo en 2000 los ingresos medios por hogar en la localidad eran de $48,488, y los ingresos medios por familia eran $55,660. Los hombres tenían unos ingresos medios de $39,516 frente a los $28,393 para las mujeres. La renta per cápita para la localidad era de $21,000. Alrededor del 5.4% de la población estaban por debajo del umbral de pobreza.